# Martyna Kłoda
Martyna Kłoda (ur. 20 marca 1998) – polska siatkarka halowa i plażowa, medalistka mistrzostw Polski w siatkówce plażowej. Od sezonu 2022/2023 zawodniczka pierwszoligowej drużyny Trans-Ann Płomień Sosnowiec.

## Siatkówka halowa
Karierę siatkarską rozpoczynała w klubie VC Victoria MOSiR Cieszyn. W sezonie 2020/2021 była zawodniczką pierwszoligowej drużyny UNI Opole. Wystąpiła w trzynastu meczach, zdobywając 12 punktów. W 2021 roku podpisała kontrakt z niemiecką drużyną Rote Raben Vilsbiburg II (2. Bundesliga).

## Siatkówka plażowa
Od 2014 roku reprezentuje Polskę w turniejach międzynarodowych siatkówki plażowej. W 2017 roku w parze z Dorotą Strąg wywalczyła wicemistrzostwo Polski podczas turnieju finałowego rozgrywanego w Mysłowicach. W 2018 roku w parze z Agatą Ceynową zajęła drugie miejsce w jednogwiazdkowym turnieju World Tour w Vaduz, a w 2019 roku wspólnie wywalczyły brązowy medal mistrzostw Polski w Toruniu.